# Акви Терме
Акви Терме (итал. Acqui Terme) је насеље у Италији у округу Алесандрија, региону Пијемонт.
Према процени из 2011. у насељу је живело 17828 становника. Насеље се налази на надморској висини од 162 м.

## Становништво
Према резултатима пописа становништва 2011. у општини је живело 20.054 становника.
| 1931.  | 1936.  | 1951.  | 1961.  | 1971.  | 1981.  | 1991.  | 2001.  | 2011.  |
| ------ | ------ | ------ | ------ | ------ | ------ | ------ | ------ | ------ |
| 15.519 | 15.048 | 16.245 | 18.407 | 21.802 | 21.736 | 20.357 | 19.184 | 20.054 |

## Партнерски градови
- Ђенова
- Аргостоли